# Серри, Джон
Джон Серри (англ. Jonn Serrie) — композитор в жанрах космической музыки, эмбиент, нью-эйдж. Он записал не менее восемнадцати альбомов и работал над различными проектами для Lucasfilm, корпорации IMAX, NASA, военно-морских сил США, планетария Хейдена, Экспо Севилья и CNN.

## Дискография
- 1987 — And the Stars Go with You
- 1989 — Flightpath
- 1990 — Tingri
- 1992 — Planetary Chronicles, Volume 1
- 1993 — Midsummer Century
- 1994 — Planetary Chronicles, Volume 2
- 1995 — Ixlandia
- 1997 — Upon a Midnight Clear
- 1998 — Spirit Keepers
- 1998 — Dream Journeys
- 2000 — Century Seasons: The Space Music of Jonn Serrie
- 2000 — Hidden World (с Gary Stroutsos)
- 2001 — Lumia Nights (Valley Entertainment)[1]
- 2001 — Yuletides
- 2003 — The Stargazer’s Journey
- 2004 — Merrily on High
- 2005 — Epiphany: Meditations on Sacred Hymns (Valley Entertainment)[2]
- 2006 — Sunday Morning (спецвыпуск альбома 2011)
- 2009 — Hidden World Beyond (с Gary Stroutsos) (Valley Entertainment)[3]
- 2009 — Thousand Star
- 2010 — Christmas Prayers (Valley Entertainment)[4]
- 2011 — Sunday Morning Peace (Valley Entertainment)[5]
- 2014 — Day Star
- 2017 — The Sentinel
- 2019 — Azurae
- 2023 — Elysian Lightships
- 2024 — Ascendant Destiny

Другие проекты:
- 2000 — Tai Chi Meditation, Vol. 1: Life Force Breathing
- 2000 — Tai Chi Meditation, Vol. 2: Eight Direction Perception